# Félix Archimède Pouchet
Félix-Archimède Pouchet ( 26 de agosto de 1800, Rouen - 6 de diciembre de 1872, ibíd.) fue un naturalista francés, y un propulsor de la generación espontánea de la vida a partir de materiales no vivos, y como tal, un opositor de la teoría microbiana de la enfermedad del químico Louis Pasteur, y que el tiempo fulminaría tamañas creencias que Pouchet condensaba. Fue el padre de Charles Georges Pouchet (1833–1894), un profesor de Anatomía comparada.
Desde 1828 fue director del Museo de Historia natural de Rouen y del "Jardín botánico de Rouen. Luego, en 1838, fue profesor en la "Escuela de Medicina de Rouen". Su mayor obra científica Hétérogénie se publicó en 1859. También escribió una Enciclopedia laica The Universe, publicada en 1870, dando una visión general de las ciencias, pero, en la que ridiculiza Pouchet a las teorías de Louis Pasteur (llamándolas panspermismo) y teoría atómica.
Félix-Archimede Pouchet efectivamente en 1847, puso en marcha el estudio de la fisiología de la citología.

## Algunas publicaciones
- Histoire naturelle et médicale de la famille des Solanées, Rouen : F. Baudry, 1829
- Nouvelles considérations scientifiques et économiques sur le jardin botanique de Rouen, Rouen : F. Baudry, 1832
- Traité élémentaire de zoologie, ou Histoire naturelle du règne animal, Rouen : E. Legrand, 1832, in-8°, X-643 pp.
- Flore ou statistique botanique de la Seine-Inférieure, Rouen : F. Baudry, 1834
- Traité de botanique appliquée, 1835
- Zoologie classique, 1841, sus cursos
- Théorie positive de la fécondation des Mammifères, Paris : Roret, 1842
- Note sur les protoorganismes animaux et végétaux nés spontanément de l'air artificiel, 1845
- Remarques sur les objections relatives aux protoorganismes rencontrés
- Théorie positive de l'ovulation spontanée et de la fécondation des mammifères et de l'espèce humaine, Ouvrage qui a obtenu le prix de physiologie expérimentale à l'Académie royale des Sciences de Paris au concours de 1845, Paris, 1847 texto en línea
- Histoire des sciences naturelles au moyen âge ou Albert le Grand et son époque considérés comme point de départ de l'école expérimentale, Paris, 1853. Consultable en Google Books
- Hétérogénie, ou traité de la génération spontanée, Paris, 1859 texto en línea
- Nouvelles expériences sur la génération spontanée et la résistance vitale, Paris : V. Masson, 1864
- L'univers les infiniment grands et les infiniments petits, Paris : Hachette, 1865 (reed. 1868 et 1872)

- La abreviatura «Pouchet» se emplea para indicar a Félix Archimède Pouchet como autoridad en la descripción y clasificación científica de los vegetales.[3]